# Liste der Naturschutzgebiete im Rhein-Hunsrück-Kreis
Im rheinland-pfälzischen Rhein-Hunsrück-Kreis gibt es sieben Naturschutzgebiete.
| Name                          | Bild | Kennung               | Kreis                                         | Einzelheiten                                                                            | Position | Fläche Hektar | Datum |
| ----------------------------- | ---- | --------------------- | --------------------------------------------- | --------------------------------------------------------------------------------------- | -------- | ------------- | ----- |
| Landwiesen                    | BW   | 7133-075 WDPA: 164337 | Landkreis Bad Kreuznach, Rhein-Hunsrück-Kreis |                                                                                         | ⊙        | 164,47        | 1994  |
| Nunkirche mit Rochusfeld      |      | 7140-003 WDPA: 164850 | Rhein-Hunsrück-Kreis                          | Sargenroth Nunkirche, Friedhof mit altem Baumbestand, Rochusfeld mit seltenen Pflanzen. | ⊙        | 4,17          | 1984  |
| Hintere Dick-Eisenbolz        |      | 7140-004 WDPA: 318546 | Rhein-Hunsrück-Kreis                          | Boppard Streuobstbestände                                                               | ⊙        | 54,63         | 1998  |
| Wacholderheide bei Rohrbach   |      | 7140-051 WDPA: 82842  | Rhein-Hunsrück-Kreis                          | Rohrbach (Hunsrück) Wacholderheide                                                      | ⊙        | 2,92          | 1940  |
| Struth                        |      | 7140-052 WDPA: 165772 | Rhein-Hunsrück-Kreis                          | Perscheid, Wiebelsheim Bruchwald und Feuchtwiesen mit Wasserflächen                     | ⊙        | 870,94        | 1985  |
| Glashütter Wiesen             | BW   | 7140-057 WDPA: 163260 | Landkreis Bad Kreuznach, Rhein-Hunsrück-Kreis | Spall, Argenthal Feuchtgebiet                                                           | ⊙        | 64,86         | 1984  |
| Kloppwiesen                   | BW   | 7140-066 WDPA: 164147 | Rhein-Hunsrück-Kreis                          | Argenthal Feuchtgebiet                                                                  | ⊙        | 33,04         | 1985  |
| Legende für Naturschutzgebiet |      |                       |                                               |                                                                                         |          |               |       |